# (2851) Харбин
(2851) Харбин (маньчж. ᡥᠠᡵᠪᡳᠨ) — астероид из группы главного пояса, который был открыт 30 октября 1978 года  в обсерватории Цзыцзиньшань и назван в честь китайского города Харбина, основанного русскими в 1898 году как железнодорожная станция Трансманчжурской магистрали. 

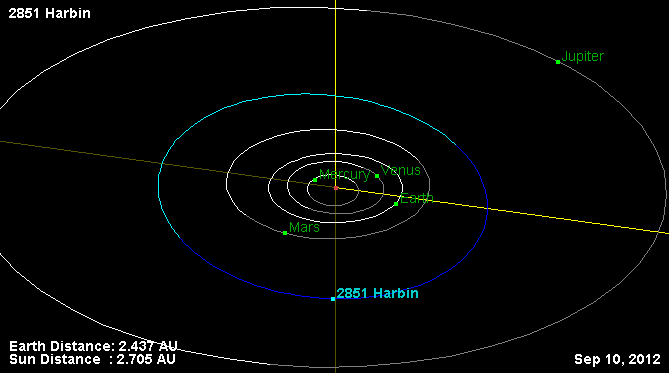
Орбита астероида Харбин и его положение в Солнечной системе